# Encontro Nacional Iniciados de Voleibol Feminino
O Encontro Nacional Iniciados feminino é uma competição amadora de clubes de voleibol feminino de Portugal. O Campeonato é organizado pela Federação Portuguesa de Voleibol (FPV). Prova extinta.

## Encontro Nacional Iniciados feminino
| 1997–98 | CSD Câmara Lobos |
| 1996–97 | CS Madeira       |